# Kärda distrikt
Kärda distrikt är ett distrikt i Värnamo kommun och Jönköpings län. 
Distriktet ligger i centrala delen av kommunen.

## Tidigare administrativ tillhörighet
Distriktet inrättades 2016 och utgörs av socknen Kärda i Värnamo kommun.
Området motsvarar den omfattning Kärda församling hade vid årsskiftet 1999/2000.